# Hase (Auszeichnung)
Der Hase ist eine Auszeichnung der Zeitschrift Hochparterre. Auszeichnungen finden jeweils in den drei Kategorien Architektur, Landschaft und Design statt. Somit gilt der Hase sowohl als Architekturpreis wie auch als Designpreis. Als Auszeichnung wird ein aus Holz geschnitzter Hase in den Rängen Gold, Silber und Bronze verliehen. Daneben werden in jeder Kategorie noch weitere Anerkennungen hervorgehoben, die sich den vierten Rang teilen.
Zusammen mit dem Foundation Award, bei dem jedoch nur Jungarchitekten berücksichtigt werden, gehört der Hase zu den bekannten Architekturpreisen der Schweiz.

## Preisträger

### 1990
Quellen:
Architektur
|        | Titel                 | Ort        | Architekt                         | Ingenieur | Fotografie |
| ------ | --------------------- | ---------- | --------------------------------- | --------- | ---------- |
| Gold   | Bahnhof Stadelhofen   |            | Santiago Calatrava                |           |            |
| Silber | Station Museumstrasse | Zürich     | Trix und Robert Haussmann         |           |            |
| Bronze | Mövenpick Raststätte  | Bellinzona | Fabio Reinhart und Bruno Reichlin |           |            |

### 1991
Quellen: 
Architektur
|        | Titel           | Ort        | Architekt                          | Ingenieur | Fotografie |
| ------ | --------------- | ---------- | ---------------------------------- | --------- | ---------- |
| Gold   | Kirchner Museum | Davos      | Gigon Guyer                        |           |            |
| Silber | La Congiunta    | Giornico   | Peter Märkli und Stefan Bellwalder |           |            |
| Bronze | Schulhaus       | Laufenburg | Burkhalter Sumi                    |           |            |

### 1993
Quellen: 
Architektur
|        | Titel                                | Ort    | Architekt          | Ingenieur | Fotografie |
| ------ | ------------------------------------ | ------ | ------------------ | --------- | ---------- |
| Gold   | Alterssiedlung                       | Masans | Peter Zumthor      |           |            |
| Silber | Wohnüberbauung Luzernerring          | Basel  | Michael Alder      |           |            |
| Bronze | Wohn- und Geschäftshaus Schützenmatt | Basel  | Herzog & de Meuron |           |            |

### 1994
Quellen: 
Architektur
Jury: Marianne Burkhalter, Martin Kärcher, Otto Hugentobler, Patrick Devanthéry, Peter Zumthor
|        | Titel                | Ort     | Architekt                            | Ingenieur | Fotografie |
| ------ | -------------------- | ------- | ------------------------------------ | --------- | ---------- |
| Gold   | SBB Stellwerk 4      | Basel   | Herzog & de Meuron                   |           |            |
| Silber | Schulhauserweiterung | Greppen | Daniele Marques und Bruno Zurkirchen |           |            |
| Bronze |                      |         | Diener & Diener                      |           |            |

### 1995
Quellen: 
Architektur
|        | Titel                                               | Ort               | Architekt                | Ingenieur | Fotografie |
| ------ | --------------------------------------------------- | ----------------- | ------------------------ | --------- | ---------- |
| Gold   | Hotel Zürichber                                     | Zürich            | Burkhalter Sumi          |           |            |
| Silber | Kunstmuseum                                         | Winterthur        | Gigon Guyer              |           |            |
| Bronze | Hochuli Fabrikations- und Ausstellungsgebäude Corum | La Chaux-de-Fonds | Margrit Althammer & René |           |            |

### 1996
Quellen: 
Architektur
|        | Titel             | Ort    | Architekt         | Ingenieur | Fotografie |
| ------ | ----------------- | ------ | ----------------- | --------- | ---------- |
| Gold   | Gemeindehaus      | Iragna | Raffaele Cavadini |           |            |
| Silber | Dreifachturnhalle | Basel  | Morger Degelo     |           |            |
| Bronze | Bürohaus          | Zürich | Romero & Schaefle |           |            |

### 1997
Quellen: 
Architektur
|        | Titel           | Ort    | Architekt     | Ingenieur   | Fotografie |
| ------ | --------------- | ------ | ------------- | ----------- | ---------- |
| Gold   | Therme          | Vals   | Peter Zumthor | Jürg Buchli |            |
| Silber | Beyeler-Museum  | Riehen | Renzo Piano   |             |            |
| Bronze | Musikerwohnhaus | Zürich | Miroslav Šik  |             |            |

### 1998
Quellen: 
Architektur
| Rang   | Titel                           | Ort        | Architekt                                                                      | Ingenieur                 | Fotografie |
| ------ | ------------------------------- | ---------- | ------------------------------------------------------------------------------ | ------------------------- | ---------- |
| Gold   | Transjurane                     |            | Renato Salvi und Flora Ruchat-Roncati                                          |                           |            |
| Silber | Espace Gruyère                  | Bulle      | Olivier Galletti und Claude Matter                                             |                           |            |
| Bronze | Oberstufenschulhaus             | Paspels    | Valerio Olgiati (Mitarbeiter: Raphael Zuber, Iris Dätwyler und Gaudenz Zindel) | Conzett Bronzini Gartmann |            |
| Bronze | Staatsarchiv des Kantons Tessin | Bellinzona | Luca Ortelli                                                                   |                           |            |

### 1999
Quellen: 
Jury: Conradin Clavuot, Ueli Huber, Meinrad Morger, Flora Ruchat-Roncati, Maria Zurbuchen-Henz
Architektur
| Rang | Träger                                                          | Werk       | Fotografie |
| ---- | --------------------------------------------------------------- | ---------- | ---------- |
| Gold | Valerio Olgiati (Mitarbeiter: Raphael Zuber und Pascal Flammer) | Gelbe Haus |            |

### 2003
Quellen: 
Landschaft
| Rang | Träger                                                              | Werk                                   | Website |
| ---- | ------------------------------------------------------------------- | -------------------------------------- | ------- |
| Gold | Christian Kerez und Lukas Schweingruber mit Catherine Dumont d'Ayot | Garten Mehrfamilienhaus Forsterstrasse |         |

### 2004
Quellen:
Architektur
| Rang   | Träger           | Werk                                  | Fotografie |
| ------ | ---------------- | ------------------------------------- | ---------- |
| Gold   | Miller Maranta   | Erweiterung Villa Garbald, Castasegna |            |
| Silber | Patrick Gartmann | Haus Gartmann, Chur                   |            |

### 2005
Quellen: 
Landschaft
Jury: Stefan Koepfli, Olivier Lasserre, Luzius Saurer, Walter Vetsch, Robin Wmogrond
| Rang   | Träger                                                         | Werk                                                          | Fotografie |
| ------ | -------------------------------------------------------------- | ------------------------------------------------------------- | ---------- |
| Gold   | Katja Schenker                                                 | Hofgestaltung Ba für Landestopografie, Wabern BE              |            |
| Silber | 4d Landschaftsarchitekten (Maurus Schifferli und Simon Schöni) | Jardins de l’Hôtel de Ville et de l’Hôtel de la Poste, Sierre |            |
| Bronze | Rotzler Krebs Partner                                          | Lettenareal, Zurich                                           |            |

### 2006
Quellen: 
Architektur
| Rang | Träger                                  | Werk                | Fotografie | Website |
| ---- | --------------------------------------- | ------------------- | ---------- | ------- |
| Gold | Jürg Conzett, Conzett Bronzini Gartmann | 2. Traversiner Steg |            |         |

### 2008
Quellen: 
Architektur
| Rang   | Träger                                        | Werk                       | Fotograf            | Website |
| ------ | --------------------------------------------- | -------------------------- | ------------------- | ------- |
| Gold   | Valerio Olgiati (Mitarbeiter: Pascal Flammer) | Nationalparkhaus Zernez    | Javier Miguel Verme |         |
| Silber | Martino Pedrozzi                              | Wohnen mit dem Hof im Haus |                     |         |

### 2009
- Vergabe: 8. Dezember 2009 im Museum für Gestaltung in Zürich
- Jury: Martino Pedrozzi
- Quellen: [13][14]

Architektur
| Rang   | Träger                                         | Werk                             | Webseite |
| ------ | ---------------------------------------------- | -------------------------------- | -------- |
| Gold   | Christian Kerez                                | Schulanlage Leutschenbach        |          |
| Silber | Knapkiewicz & Fickert                          | Siedlung Stadtrain in Winterthur |          |
| Bronze | Made in (Patrick Heiz und François Charbonnet) | Haus Heiz, Chardonne             |          |

Landschaft
| Rang   | Träger                                | Werk                                    | Webseite |
| ------ | ------------------------------------- | --------------------------------------- | -------- |
| Gold   | Mettler Landschaftsarchitektur        | Liebefeld Park in Köniz                 | Link     |
| Silber | Kuhn Truninger Landschaftsarchitekten | Wohnüberbauung Sidi-Areal in Winterthur |          |
| Bronze | Verein Alte Averserstrasse            | Alte Averserstrasse Juf - Roflaschlucht |          |

Design
| Rang   | Träger                     | Werk                   | Webseite |
| ------ | -------------------------- | ---------------------- | -------- |
| Gold   | Butch Gaudy, MTB Cycletech | Reiserad Papalagi 953  |          |
| Silber | Jasper Morrison            | Uhrenkollektion "r5.5" |          |
| Bronze | Frédéric Dedelley          | Wasserkirche in Zürich |          |

### 2010
- Vergabe: 6. Dezember 2011 im Museum für Gestaltung in Zürich
- Quellen: [15][16][17]

Architektur
| Rang        | Träger                  | Werk                                                       | Kommentar                                               | Fotograf            | Webseite |
| ----------- | ----------------------- | ---------------------------------------------------------- | ------------------------------------------------------- | ------------------- | -------- |
| Gold        | Capaul & Blumenthal     | Cinema Sil Plaz                                            | "Klein, aber fein präsentiert sich ein Kino in Ilanz"   |                     | Link     |
| Silber      | Miller & Maranta        | Altes Hospiz beim St. Gotthard                             | "Auf dem Gotthard lohnt sich eine Rast im Alten Hospiz" |                     | Link     |
| Bronze      | Valerio Olgiati         | Eingang des Grossratsgebäude in Chur                       | "Der Eingang zum Churer Grossratsgebäude ist unfehlbar" | Javier Miguel Verme |          |
| Anerkennung | Silvia und Reto Gmür    | Casa ai Pozzi                                              |                                                         |                     | Link     |
| Anerkennung | Buchner Bründler, Basel | Umbau und Erweiterung Jugendherberge St. Alban in Basel    |                                                         |                     | Link     |
| Anerkennung | SANAA                   | Rolex Learning Center, Lausanne                            |                                                         |                     | Link     |
| Anerkennung |                         | Ausbildungszentrum des Schweizerischen Baumeisterverbandes |                                                         |                     | Link     |

Landschaft
| Rang        | Träger                                                         | Werk                                                                | Kommentar                                                   | Webseite |
| ----------- | -------------------------------------------------------------- | ------------------------------------------------------------------- | ----------------------------------------------------------- | -------- |
| Gold        | Rotzler Krebs Partner                                          | Brühlgutpark in Winterthur                                          | "Der Brühlgutpark in Winterthur erhält eine neue Mitte"     | Link     |
| Silber      | Atelier Bonnet                                                 | Schulhof Ecole Cité-Jonction                                        | "In Genf setzt die Gestaltung eines Schulhofs neue Zeichen" |          |
| Bronze      | Hänggi Basler                                                  | Schlosshügel in Arbon                                               | "Der Schlosshügel bei Arbon bietet neue An- und Aussichten" | Link     |
| Anerkennung | ADR Architectes                                                | Pont de la Machine und Plattform in Genf                            |                                                             |          |
| Anerkennung | 4d Landschaftsarchitekten (Maurus Schifferli und Simon Schöni) | Ehrenhof Bundeshaus West in Bern                                    |                                                             | Link     |
| Anerkennung | Parkanlage Brünnengut in Bern                                  | Landschaftsarchitektengemeinschaft Grünraum Brünnen, David Bosshard |                                                             | Link     |
| Anerkennung | Staubli, Kurath & Partner                                      | Seeufer, Schifflände und Badesteg in Altnau                         |                                                             |          |

Design
| Rang        | Träger                                                        | Werk                            | Kommentar                                                         | Webseite |
| ----------- | ------------------------------------------------------------- | ------------------------------- | ----------------------------------------------------------------- | -------- |
| Gold        | Anita Moser                                                   | Schuh-Kollektion "Herren"       | "Entwurf und Qualität bringen Anita Mosers Schuhe zum Glänzen"    | Link     |
| Silber      | FREITAG lab.ag                                                | Reference Line                  | "Freitag erweitert mit gleichem Material um eine neue Kollektion" | Link     |
| Bronze      | Stadler Engineering, Idea Design Team, i-design Ueli Thalmann | Elektrische Rangierlok "Ee 922" | "Die Rangierlok leuchtet mit Farbe und praktischen Details"       |          |
| Anerkennung | Christa Michel Knitwear                                       | Wollpullover "Michael Jackson"  |                                                                   |          |
| Anerkennung | Moritz Schmid                                                 | Stuhl "Eriz"                    |                                                                   | Link     |
| Anerkennung | Swatch                                                        | Uhren-Kollektion "Colour Codes" |                                                                   |          |

### 2011
- Vergabe: 6. Dezember 2011 im Museum für Gestaltung in Zürich
- Sponsor: Sky-Frame und ComputerWorks
- Quellen: [18][19]

Architektur
| Rang        | Träger                    | Werk                                         | Kommentar                                               | Webseite |
| ----------- | ------------------------- | -------------------------------------------- | ------------------------------------------------------- | -------- |
| Gold        | Penzel Valier             | Tramdepot an der Bolligenstrasse in Bern     | "In Bern sind Trams, Gleis und Dach im Gleichgewicht"   |          |
| Silber      | Knapkiewicz & Fickert     | Wohnüberbauung Klee in Zürich                | "Die Überbauung Klee schafft in Zürich eine Insel"      | Link     |
| Bronze      | Charles Pictet            | Studentenwohnhaus in Genf                    | "Ein reiches Studentenwohnheim aus 'armen' Materialien" |          |
| Anerkennung | Giuliani Hönger           | Hörsaalgebäude Weichenbauhalle in Bern       |                                                         |          |
| Anerkennung | Graber Pulver             | Gibb Viktoria Bern                           |                                                         | Link     |
| Anerkennung | Bassicarella Architekten  | Aufstockung eines Bürohauses in Genf         |                                                         |          |
| Anerkennung | Conzett Bronzini Gartmann | Instandstellung einer Galerie am Splügenpass |                                                         |          |

Landschaft
| Rang        | Träger                                      | Werk                                     | Kommentar                                                | Webseite |
| ----------- | ------------------------------------------- | ---------------------------------------- | -------------------------------------------------------- | -------- |
| Gold        | Schweingruber Zulauf Landschaftsarchitekten | Fuss- und Radweg Lettenviadukt in Zürich | "Ein Viadukt als neue Achse für die Langsamkeit"         |          |
| Silber      | BFN Architectes                             | Place Maurice-Zermatten in Sitten        | "In Sitten erstrahlt ein Platz mit neuer Kraft"          |          |
| Bronze      | W+S Landschaftsarchitekten Toni Weber       | Kantonale Berufsschule ACPC in Freiburg  | "Das Rundum eines Schulhauses setzt Zeichen in Freiburg" |          |
| Anerkennung | Atelier Ar-ter und Atelier Traces           | Raum für Fussgänger in Carouge           |                                                          |          |
| Anerkennung | Andreas Geser                               | Sanierung Zentrum Dorflinde in Zürich    |                                                          |          |
| Anerkennung | Paysagestion                                | Platzgestaltung Renens                   |                                                          |          |
| Anerkennung | Robin Winogrond                             | Erweiterung Gemeindehaus in Regensdorf   |                                                          |          |

Design
| Rang        | Träger                            | Werk                                                    | Kommentar                                      | Webseite |
| ----------- | --------------------------------- | ------------------------------------------------------- | ---------------------------------------------- | -------- |
| Gold        | Sabine Portenier und Evelyne Roth | Jahreskollektion "Croisiére 11"                         | "Die Kollektion als textile Umarmung"          |          |
| Silber      | A-C-E                             | Stuhl "Chair/Chaise"                                    | "Sitzen und Stehen auf einem besonderen Stuhl" |          |
| Bronze      | Penelope Wehrli                   | Inszenierung "Edgar Allan Poe – A Dream within a Dream" | "Ein Bühnenraum und Kostüme im Fluss"          |          |
| Anerkennung | Nicolas Le Moigne                 | Hocker "Trash Cube"                                     |                                                |          |
| Anerkennung | PanteraPantera                    | Abuse Club in Basel                                     |                                                |          |
| Anerkennung | Katka und Zuzka Griesbach         | P.J. Duffle Bag                                         |                                                |          |
| Anerkennung | Sara Vidas                        | Kollektion "Kiki"                                       |                                                |          |

### 2012
- Vergabe: 4. Dezember 2012 im Museum für Gestaltung in Zürich
- Sponsor: Sky-Frame und ComputerWorks
- Quellen: [20]

Architektur
| Rang        | Träger                                                 | Werk                                         | Webseite |
| ----------- | ------------------------------------------------------ | -------------------------------------------- | -------- |
| Gold        | Graber Pulver Architekten, Zürich / Bern               | Berufsfachschule Technik und Kunst, Freiburg |          |
| Silber      | Miller & Maranta, Basel                                | Hammam und Wohnungen im Patumbahpark, Zürich |          |
| Bronze      | Boltshauser Architekten, Zürich                        | Schulpavillon Allenmoos II, Zürich           |          |
| Anerkennung | Käferstein & Meister, Zürich                           | Büro- und Werkhofgebäude Gasser, Oberhasli   |          |
| Anerkennung | von Ballmoos Krucker Architekten, Zürich               | Siedlung Triemli, Zürich                     |          |
| Anerkennung | Guidotti Architetti und Andrea Frapolli, Monte Carasso | Wohnhaus 1077, Bellinzona                    |          |
| Anerkennung | Michael Meier und Marius Hug                           | Säntishalle, Arbon                           |          |

Landschaft
| Rang        | Träger | Werk                                         | Webseite |
| ----------- | --- | -------------------------------------------- | -------- |
| Gold        | Atelier Descombes Rampini, Genf; Carlos Lopez, Architekt und Urbanist, Genf                                            | Plaine de Plainpalais, Genf                  |          |
| Silber      | | Stadionbrache Hardturm, Zürich               |          |
| Bronze      | Esch Sintzel Architekten, Zürich                                                                                       | Fussgängerverbindung, Chur                   |          |
| Anerkennung | dv architectes & associés, Sitten                                                                                      | Umgestaltung Friedhof, Savièse               |          |
| Anerkennung | Awel Amt für Abfall, Wasser, Energie und Luft, Zürich; EWP Ingenieure Planer Geometer, Effretikon; Pöyry Infra, Zürich | Revitalisierung Hofibach, Affoltern am Albis |          |
| Anerkennung | Ganz Landschaftsarchitekten, Zürich                                                                                    | Bad und Park Tiefenbrunnen, Zürich           |          |
| Anerkennung | Müller Illien Landschaftsarchitekten, Zürich                                                                           | Ried und Dachlandschaft Nœrd, Zürich         |          |

Design
| Rang        | Träger                                                | Werk                                                      | Webseite |
| ----------- | ----------------------------------------------------- | --------------------------------------------------------- | -------- |
| Gold        | Kollektiv Postfossil, Zürich                          | Kollektion «Home Made»                                    |          |
| Silber      | Aekae, Zürich (Fabrice Aeberhard und Christian Kaegi) | Taschenkollektion 2011/2012 für «Qwstion»                 |          |
| Bronze      | Michel Charlot, Basel                                 | LED-Leuchte «U-Turn»                                      |          |
| Anerkennung | Entwurf : Inch Furniture, Basel                       | Tisch «Sanga»                                             |          |
| Anerkennung | Grafik: Schärer de Carli, Basel                       | Sonderausstellung «Knochenarbeit. Wenn Skelette erzählen» |          |
| Anerkennung | Entwurf und Produktion: Dominic Knecht, Berlin        | Kollektion «Fabric of Intimacy», Frühling/Sommer 2012     |          |
| Anerkennung | Naomi Baldauf, Zürich                                 | Papeteriefamilie «R.S.V.P»                                |          |

### 2013
- Vergabe: 2. Dezember 2013 im Museum für Gestaltung in Zürich
- Quellen: [21]

Architektur
| Rang   | Träger                     | Werk            | Webseite |
| ------ | -------------------------- | --------------- | --- |
| Gold   | Esch Sintzel Architekten   | Brunnmatt-Ost   | Hochparterre - Die Besten 2013. Art TV, abgerufen am 24. Mai 2014.                                                  |
| Silber | Loeliger Strub Architektur | Hohes Haus West | Adi Kälin: Wohnen in der Schuhwerkstatt. Neue Zürcher Zeitung, 10. September 2011, abgerufen am 24. Mai 2014.       |
| Bronze | Adrian Streich             | Schuhfabrik Hug | Jutta Glanzmann: Wohnen in der Schuhwerkstatt. Neue Zürcher Zeitung, 18. September 2012, abgerufen am 24. Mai 2014. |

### 2014
- Vergabe: 2. Dezember 2014 im Toni-Areal in Zürich
- Quellen: [22]

Architektur
| Rang        | Träger                                 | Werk                                        | Webseite                                                                                            |
| ----------- | -------------------------------------- | ------------------------------------------- | --------------------------------------------------------------------------------------------------- |
| Gold        | Kilga Popp Architekten                 | Umbau und Erweiterung Halle 181, Winterthur | DAS SIND ‹DIE BESTEN 2014›. Hochparterre AG Verlag für Architektur, abgerufen am 16. November 2015. |
| Silber      | Marcel Meili, Markus Peter Architekten | Wohnhochhaus Zölly, Zürich                  | DAS SIND ‹DIE BESTEN 2014›. Hochparterre AG Verlag für Architektur, abgerufen am 16. November 2015. |
| Bronze      | Capaul & Blumenthal                    | Sanierung und Umbau Türalihus, Valendas     | DAS SIND ‹DIE BESTEN 2014›. Hochparterre AG Verlag für Architektur, abgerufen am 16. November 2015. |
| Anerkennung | Buol & Zünd Architekten                | Jazzcampus, Basel                           | |
| Anerkennung | EM2N Architekten                       | Toni-Areal, Zürich                          | |

### 2015
- Vergabe: 2015 im Toni-Areal in Zürich
- Quellen: [23]

Architektur
| Rang        | Träger                                                                                   | Werk                                                                         | Webseite |
| ----------- | ---------------------------------------------------------------------------------------- | ---------------------------------------------------------------------------- | -------- |
| Gold        | Sabarchitekten, Basel                                                                    | Temporäre Wohnungen für Studierende, Ex-Rennbahnklinik, Muttenz              |          |
| Silber      | Adrian Streich Architekten, Zürich                                                       | Schulhaus Zinzikon, Winterthur (Stadtkreis Oberwinterthur)                   |          |
| Bronze      | Herzog & de Meuron, Basel                                                                | Restaurant und Bergstation Chäserrugg, Unterwasser SG                        |          |
| Anerkennung | Martino Pedrozzi, Mendrisio                                                              | Ricomposizioni, 2000–2015. Sceru und Giumello, Valle Malvaglia TI            |          |
| Anerkennung | Duplex Architekten/Futurafrosch, Zürich mit Müller Illien Landschaftsarchitekten, Zürich | Hunziker Areal, 2015. Hagenholz-, Genossenschaftsstrasse, Diaologweg, Zürich |          |

Landschaft
| Rang   | Träger                                                         | Werk              | Webseite |
| ------ | -------------------------------------------------------------- | ----------------- | -------- |
| Gold   |                                                                |                   |          |
| Silber |                                                                |                   |          |
| Bronze | 4d Landschaftsarchitekten (Maurus Schifferli und Simon Schöni) | Europaplatz, Bern |          |

### 2016
Vergabe: 
Quellen: 
Architektur
Jury: Valerie Jomini, Ludovica Molo, Andreas Ruby, Dominique Salathé, Axel Simon
| Rang   | Träger                              | Werk                                 | Webseite |
| ------ | ----------------------------------- | ------------------------------------ | -------- |
| Gold   | Schneider Studer Primas, Zürich     | Areal Zwicky Süd, Dübendorf          |          |
| Silber | Christ & Gantenbein, Zürich         | Erweiterungsbau Landesmuseum, Zürich |          |
| Bronze | Frundgallina architectes, Neuenburg | Place de la Gare, La Chaux-de-Fonds  |          |

### 2017
Vergabe: 
Quellen: 
Architektur
Jury: Daniele Di Giacinto, Raphaël Nussbaumer, Shadi Rahbaran, Franziska Schneider, Andres Herzog 
| Rang        | Träger                                  | Werk                                  | Webseite |
| ----------- | --------------------------------------- | ------------------------------------- | -------- |
| Gold        | Adrian Streich Architekten, Zürich      | Wohnhaus Green City B3 Süd, Zürich    |          |
| Silber      | Luca Selva Architekten, Basel           | Primarschulhaus Erlenmatt, Basel      |          |
| Bronze      | LVPH architectes, Pampigny und Fribourg | Umgestaltung alter Dorfkern, Cressier |          |
| Anerkennung | Corinna Menn                            | Bürogebäude, St. Gallen               |          |

Landschaft
Jury: Thomas Hasler, Guido Hager, Julie Imholz, Rainer Zulauf, Roderick Hönig
| Rang   | Träger                                | Werk                        | Fotografie |
| ------ | ------------------------------------- | --------------------------- | ---------- |
| Gold   | Fontana Landschaftsarchitektur, Basel | Schüssinsel, Biel           |            |
| Silber | Maurus Schifferli, Bern               | Garten Pfarrhaus, Trub      |            |
| Bronze | Nipkow Landschaftsarchitektur, Zürich | Gipfelrundweg, Hoher Kasten |            |

### 2018
Vergabe: 
Quellen: 
Architektur
Jury: 
| Rang   | Träger                   | Werk                 | Webseite |
| ------ | ------------------------ | -------------------- | -------- |
| Gold   | pool Architekten, Zürich | FHNW-Campus, Muttenz |          |
| Silber |                          |                      |          |
| Bronze |                          |                      |          |

### 2019
Vergabe: 
Quellen: 
Architektur
Jury: Esther Deubelbeiss, Mia Hägg, Paul Humbert, David Leuthold, Andres Herzog
| Rang   | Träger                                     | Werk                                    | Webseite |
| ------ | ------------------------------------------ | --------------------------------------- | -------- |
| Gold   | Lilitt Bollinger Studio, Nuglar            | Wohnatelierhaus Altes Weinlager, Nuglar |          |
| Silber | Meili, Peter & Partner Architekten, Zürich | Firmensitz Max Felchlin AG, Ibach SZ    |          |
| Bronze | Sylla Widmann Architectes, Genf            | Schulanlage Les Vergers, Meyrin GE      |          |

### 2020
Vergabe: 
Quellen: 
Architektur
Jury: 
| Rang   | Träger                  | Werk                                      | Webseite |
| ------ | ----------------------- | ----------------------------------------- | -------- |
| Gold   | Loeliger Strub, Zürich  | Wohnüberbauung, Cham                      |          |
| Silber | LLJ Architectes, Genf   | Restaurant und Fischereianlage, Genf      |          |
| Bronze | Buchner Bründler, Basel | Umbau Wohnhaus von Rolf Müller, Allschwil |          |

Kaninchen
Jury: Céline Guibat, Martin Hofer, Corinna Menn, Johannes Senn, Palle Petersen
| Rang | Träger                 | Werk                      | Webseite |
| ---- | ---------------------- | ------------------------- | -------- |
|      | Viola Valsesia, Zürich | Wohnhaus, Vira Gambarogno |          |

### 2021
Vergabe: 
Quellen: 
Architektur
Jury: 
| Rang   | Träger                                                 | Werk                                          | Webseite |
| ------ | ------------------------------------------------------ | --------------------------------------------- | -------- |
| Gold   | Jaccaud + Associés, Genf                               | Renovation Cité du Lignon, Vernier            |          |
| Silber | Instandsetzung, Umbau und Erweiterung Kurtheater Baden | Elisabeth & Martin Boesch Architekten, Zürich |          |
| Bronze | Barão Hutter, St. Gallen                               | Umbau Alte Reithalle, Aarau                   |          |